# 聲東擊西
聲東擊西是兵法三十六計的第六計。
此计在战争中的运用十分广泛。顾名思义，声音在东面，而打击在西面。我军的行动时东时西，或攻或守，飘忽不定，引诱敌人做出错误判断，不能自控，我则抓住敌人这一混乱局面，出其不意地进攻，一举取得胜利。
```
敌志乱萃，不虞。坤下兑上之象，利其不自主而取之。
```

## 按語
西汉，七国反，周亚夫坚壁不战。吴兵奔壁之东南陬，亚夫便备西北；已而吴王精兵果攻西北，遂不得入。此敌志不乱，能自去也。汉末，朱隽围黄巾于宛，张围结垒，起土山以临城内，鸣鼓攻其西南，黄巾悉众赴之，隽自将精兵五千，掩其东北，遂乘虚而人。此敌志乱萃，不虞也。然则声东击西之策，须视敌志乱否为定。乱，则胜；不乱，将自取败亡，险策也。